# Cock Robin
Cock Robin es una banda de rock estadounidense, que se hizo popular en los 1980s y particularmente en Europa. La banda la fundó el cantautor Peter Kingsbery en 1982, desapareció en 1992 y reapareció en 2006.

## Historia
Llamada así por la historia del siglo XVII "El casamiento de Cock Robin y Jenny Wren", la banda tocaba en California antes de que firmara con CBS Records. El primer álbum fue producido por Steve Hillage y pronto destacó en Europa, especialmente en Francia y en Alemania, donde los dos primeros sencillos When Your Heart Is Weak y The Promise You Made se convirtieron en grandes éxitos.
En 1987, la banda lanzó su segundo álbum, producido por Don Gehman. De nuevo la banda atrajo mucha atención en Europa, con otro gran éxito: Just Around The Corner.
Dos años después, lanzaron su tercer álbum, esta vez producido por Roxy Music. Poco después, la banda se deshizo.
Durante todos estos años, la banda hizo unas giras en Europa, atrayendo siempre a sus incondicionales.
En 2006, Cock Robin se reagrupó con su cuarto álbum, con unas apariciones en EE. UU. y en Francia.

## Miembros de la banda
- Peter Kingsbery: voz principal y coros, bajo, guitarras y sintetizadores
- Anna LaCazio: voz principal y coros
- Clive Wright: guitarras
- Lou Molino iii: batería, percusiones y coros
- Pat Mastelotto: batería y percusiones
- Tris Imboden: batería
- Corky James: guitarras
- John Pierce: bajo

## Discografía

### Álbumes grabados en estudio
- Cock Robin (1985)
- After Here Through Midland (1987)
- First Love Last Rites (1989)
- I Don't Want To Save The World (2006)
- Songs from a Bell Tower (2010)
- Chinese Driver (2016)

### Grabaciones en directo
- Live au Grand Rex (1990) (video-grabación)
- Live (2009)

### Recopilatorios
- Collection Gold (1990)
- The Best of Cock Robin (1991)